# 南スーダンの都市の一覧
南スーダンの都市の一覧。

## 人口上位10都市(2014年)
| 順位 | 都市         | 英語      | 人口    | 州               | 州(2020年-)                |
| ---- | ------------ | --------- | ------- | ---------------- | -------------------------- |
| 1.   | ジュバ       | Juba      | 492,970 | ジュベク州       | 中央エクアトリア州         |
| 2.   | ボル         | Bor       | 315,351 | ジョングレイ州   | ジョングレイ州             |
| 3.   | イェイ       | Yei       | 260,720 | イェイ川州       | 中央エクアトリア州         |
| 4.   | ワーウ       | Wau       | 232,910 | ワーウ州         | 西バハル・アル・ガザール州 |
| 5.   | カジョ・ケジ | Kajo Keji | 196,000 | イェイ川州       | 中央エクアトリア州         |
| 6.   | レンク       | Renk      | 176,020 | 東部ナイル州     | 上ナイル州                 |
| 7.   | マラカル     | Malakal   | 147,450 | 東部ナイル州     | 上ナイル州                 |
| 8.   | カポエタ     | Kapoeta   | 91,160  | ナモルニャング州 | 東エクアトリア州           |
| 9.   | アウェル     | Aweil     | 33,537  | アウェル州       | 北バハル・アル・ガザール州 |
| 10.  | ルンベク     | Rumbek    | 32,100  | 西部レイク州     | レイク州                   |

## その他の都市
- アビエイ：スーダンと南スーダンの領土係争地であるアビエイの中心都市。
- クアジョク（英語版）
- ヤンビオ（英語版）
- トリット（英語版）
- ベンティーウ（英語版）
- ピボール（英語版）
- パリアン（英語版）（パリアン (南スーダン)）